# 武汉大学樱花

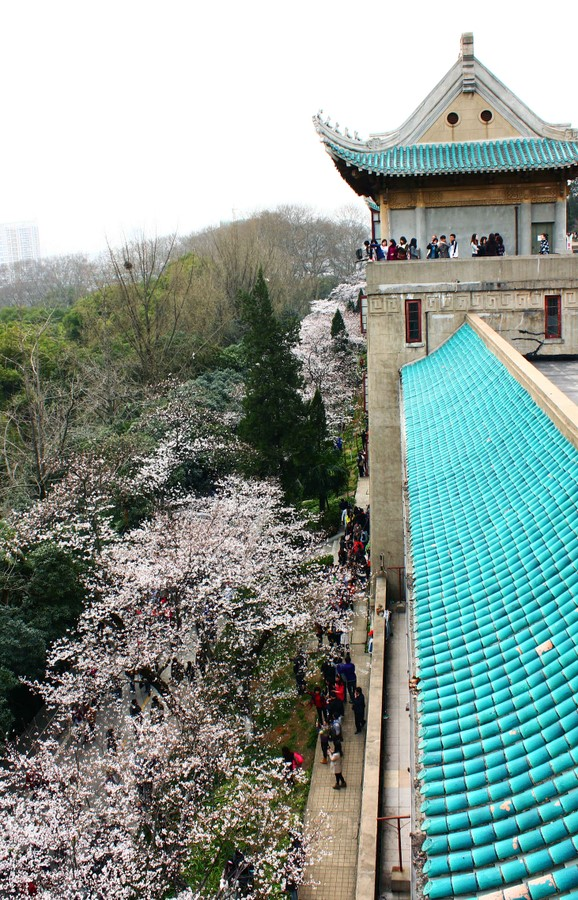
武汉大学老斋舍前的樱花大道

武汉大学樱花是武汉大学校园内种植的樱花。因为其特殊的历史背景，从抗日战争胜利后在中國國內就不斷引起爭議。

## 位置
武汉大学的樱花主要集中在“樱园”，因为有武汉大学早期建筑中的男生寄宿舍及老图书馆综合体的承托，最受游客欢迎。此建筑亦因为紧靠樱花而得名“樱花城堡”。
另外在教四楼、鲲鹏广场、人文馆、行政楼、校医院一带以及工学部主教学楼、信息学部星湖、医学部等处也种有樱花。

## 目前主要樱花品种
武汉大学樱花目前主要为为东京樱花（Cerasus yedoensis）、山樱花（Cerasus serrulata）、垂枝大叶早樱（Cerasus subhirtella var. pendula）和高盆樱桃（Cerasus cerasoides），数量约1000多株。不同品种的樱花花期略有区别，一般在3月中旬至4月上旬盛开。

## 武汉大学樱花历史

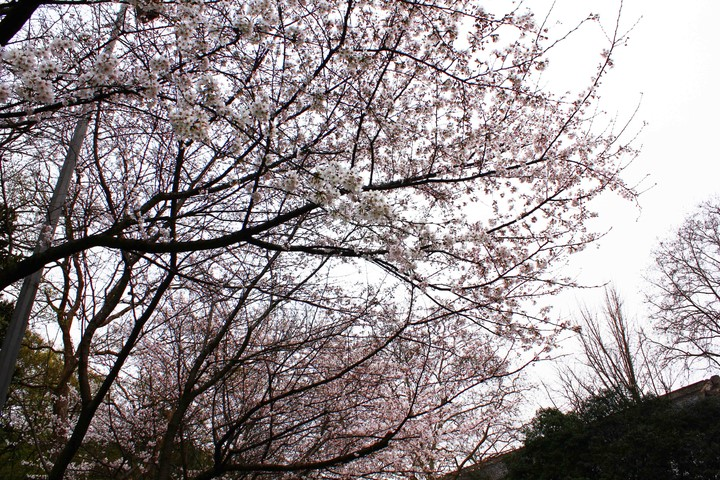

武汉大学在抗日战争期间被日军占用作为伤兵修养地。1939年前后，为了缓解他们的思乡之情，并炫耀武功和表现长期占领的意图，侵华日军从日本引来樱花树苗不超过30株在武汉大学校园今天的樱花大道上两侧种植。1950年代起，当年日军种植的樱花树的生命周期逐渐结束，陆续枯死。
1972年，时任日本首相田中角荣向中国总理周恩来赠送了大山樱1000株，后者将其中50株转赠武汉大学。
1982年纪念中日友好10周年，日本友协和日本西阵织株式会社赠送了100株垂枝樱苗栽培于武汉大学。1992年，日本广岛中国株式会社内中国湖北朋友会砂田寿夫赠送樱苗200株。这些中日邦交正常化后获赠的樱花是目前武汉大学樱花的主要来源。

## 争论

### 收费争论
樱花盛开之时每位游客需花10元买票进入武汉大学，这引发了巨大的争议。武大被质疑靠樱花敛财，校办负责人曾作出回应，2011年11月4日，武汉市物价局发出通知，废止了3份价格收费文件，其中，包括10元的武大樱花开放时节门票价格。多数市民甚至远在外地游客都以为赏樱收费取消。武汉市物价局解释称，取消收费的说法不准确。武大赏樱10元的收费文件是10年前制定的，10年里，社会的经济状况和消费水平发生了变化，并且现在赏樱时节已过，原文件不再具有指导意义。等明年赏樱季节临近，新的价格文件会根据省物价局的定价目录来制定。省物价部门表示，赏樱收费是武汉大学自主定价，和目录无关。 有关人士指出，旧有赏樱收费文件废止的背后，是酝酿新一轮的涨价。武汉大学相关人士表示，新的收费办法还在研究制定中。
不过，2012年武汉大学征收门票时，票价仍是10元，并未涨价。
2013年收费上调至20元。
2016年开始，樱花盛开期间武汉大学不再收取门票，但是普通游客进入校园需要提前在网上预约，预约名额有限。

### 近年樱花开放期间相关活动
一年一度的武汉大学樱花节于每年3月下旬开幕。武汉大学在樱花节期间竖起“武汉大学樱花简介”牌，向观光者讲述历史，进行爱国主义教育。
2005年樱花开放时节一些年青人在樱花大道上向观光者散发“勿忘国耻”的传单。2009年3月底，一对母女身着改良式和服在樱花树下照相，在被旁观的武大学生呵斥后离开。此事件在网上引发关于中国年轻人反日情绪的讨论。

### 世界櫻花之鄉爭議
2016年，武漢一綫上金融機構在東京用廣告以「世界櫻花之鄉」宣傳武漢大學櫻花，引來爭議。
有武漢旅游圈人士認爲“与其宣传武大樱花，不如宣传武汉樱花”、“武大樱花是武汉花经济的引擎，但不能成为唯一”。
武汉大学校史研究人员吴骁先后发布两篇文章《商贾不知亡国恨，跨海乱炫彼国花》与《武汉大学珞珈山校园樱花的历史来源》。 称既为这条广告本身的低级错误与严重失实感到荒唐可笑，也对其以极不妥当的方式令武汉市与武汉大学因“躺枪”而蒙羞深为不悦。武汉大学校方称上述观点属于个人观点。
武大园林与环卫服务中心主任黄德明认为，从植物学的角度，中国长江流域的野生樱花范围比较大，但是观赏樱花的培育确实来源于日本，该说法有夸大的嫌疑。